# Piet Walboomers
Petrus Hendricus Maria (Piet) Walboomers (Gassel, 15 augustus 1928 - Deurne, 1 maart 2012) was een Nederlands bestuurder van de KVP en later het CDA.
Walboomers werd in 1961 gemeentesecretaris van Borne. Hij was daarna burgemeester van achtereenvolgens de Noord-Brabantse gemeenten Esch (1969-1979) en Reusel (1979-ca. 1993). Hij was onderscheiden als Ridder in de Orde van Oranje-Nassau.
Hij stierf op 83-jarige leeftijd in Deurne, waar hij met zijn vrouw woonde. Hij werd er op 7 maart begraven bij de Sint-Jozefkerk. Walboomers en zijn echtgenote hadden twee dochters.